# Lemon Hill, Kalifornien
Lemon Hill är en ort (CDP) i Sacramento County, i delstaten Kalifornien, USA. Enligt United States Census Bureau har orten en folkmängd på 13 729 invånare (2010) och en landarea på 4,2 km².